# Akondroplasi
Akondroplasi är den vanligaste formen av kortvuxenhet.
Sjukdomen beror på en mutation i genen för en tillväxtfaktorreceptor kallad FGFR3 (fibroblast growth factor receptor-3). Mutationen är dominant och autosomalt ärftlig. Mellan 80 och 90% av fallen orsakas av nymutationer, bland annat har man sett ett samband med ökad fadersålder (>35 år). Fem barn på 100 000 födslar föds med akondroplasi. Enligt Socialstyrelsen finns det mellan 400 och 500 personer i Sverige med akondroplasi.
Medellängden som fullvuxen ligger på 132 cm för män och 125 cm för kvinnor. Ryggraden är av normallängd, men armar och ben är abnormt korta. Personer med akondroplasi har normal mental förmåga liksom normal medellivslängd. Alla har ungefär samma svårighetsgrad av sjukdomen.

## Ärftlighet
Om båda föräldrar har akondroplasi är risken 25% att barnet blir homozygot för mutationen. Detta leder till allvarliga fel i skelettutvecklingen, bl.a. en underutvecklad bröstkorg, och dessa barn är dödfödda eller dör kort efter födseln. Eftersom båda föräldrar också har en normal gen för receptorn finns 25% chans att barnet inte får mutationen (normal skelettutveckling). Sannolikheten att barnet blir heterozygot, och därmed får akondroplasi med liknande fenotyp som föräldrarna, är 50%. 
I fall där bara ena föräldern har sjukdomen är sannolikheten 50% att barnet får akondroplasi och alltså finns det en 50% chans att barnet får en normal skelettutveckling.

## Diagnostisering
Diagnos kan ställas utifrån kroppsundersökning vid födseln samt genom att följa tillväxtmönstret därefter. Röntgenundersökning kan bekräfta diagnosen. Genom DNA-analys kan man påvisa mutation av FGFR3-genen, detta kan göras redan under fostertiden genom ett prov från moderkakan efter 10:e-11:e graviditetsveckan. 

## Molekylär patogenes
FGFR3 är en transmembran-receptor av tyrosinkinas-typ. Den aktiveras av ligandbindning till den extracellulära domänen som leder till dimerisering och aktivering av den intracellulära kinasdomänen. Mutationen som ger akondroplasi orsakar en konstitutiv aktivering av kinasdomänen.
FGFR3 uttrycks i kondrocyter som bl.a. finns i tillväxtzonerna i de långa benen i armar och ben. Överaktiveringen av receptorn hämmar kondrocyternas proliferation och de differentierar till brosk som kalcifieras och blir till ben i ett för tidigt skede, benen hinner alltså inte nå normal längd innan tillväxten stoppas.